# Mithat Pascià
Ahmed Şefik Midhat Pascià (in turco ottomano: احمد شفيق مدحت پاشا; Costantinopoli, 18 ottobre 1822 – Ta'if, 26 aprile 1883) è stato un politico ottomano.
È stato un democratico, kingmaker e uno dei principali statisti durante il tardo periodo Tanzimat. È famoso soprattutto per aver guidato il movimento costituzionale ottomano del 1876 e aver introdotto la Prima Era Costituzionale, ma fu anche una figura di spicco della riforma nell'amministrazione scolastica e provinciale. Faceva parte di un'élite di governo che riconosceva la crisi in cui si trovava l'Impero e considerava la riforma una necessità impellente. Midhat Pascià è descritto come una persona con un atteggiamento liberale ed è spesso considerato uno dei fondatori del Parlamento ottomano.
Fu descritto dalla storica Caroline Finkel come "un vero rappresentante dell'ottimismo del Tanzimat, che credeva che le tendenze separatiste potessero essere meglio contrastate dimostrando i benefici del buon governo." Il Midhat Pasha souq a Damasco porta ancora il suo nome.

## Biografia

### Primi anni
Midhat Pascià nacque a Istanbul nel mese islamico di Safar, 1238 dell'era islamica (iniziato il 18 ottobre 1822), in una consolidata famiglia di studiosi musulmani. Nato in una famiglia ilmiyye, ricevette un'educazione privata e medrese. Suo padre era Hadjdji 'Air Efendi-Zade Hadjdji Hafiz Mehemmed Eshref Efendi, originario di Ruse. La famiglia sembra fosse di professione Bektashi.
Trascorse la sua giovinezza nella casa dei suoi genitori a Vidin, Lovech e più tardi a Istanbul, dove suo padre ricopriva incarichi al tribunale. Nel 1836 lavorò nella segreteria del gran visir, e nel 1854 il gran visir Kıbrıslı Mehmed Emin Pascià gli diede il compito di pacificare l'Eyalet di Adrianopoli, e riuscì a sedare il banditismo nei Balcani nel 1854-1856. Nel 1858 trascorse sei mesi di viaggio in Europa occidentale per studi, tra cui Vienna, Parigi, Bruxelles e Londra.

### Governatore di Niš, del Danubio e di Baghdad

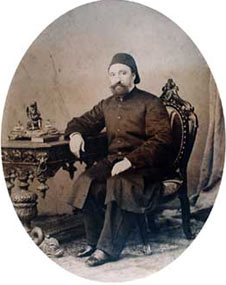
Midhat Pascià nella sua mezza età

Nel 1861 fu nominato governatore di Niš, dove fu determinante per l'introduzione del sistema dei vilayet nei Balcani. Fu governatore del Vilayet del Danubio dal 1864 al 1868. Durante il suo governatorato, costruì innumerevoli scuole e istituti di istruzione, costruì ospedali, granai, strade e ponti, pagando questi progetti attraverso i contributi volontari della popolazione. Si scontrò con il Gran Visir Mehmed Emin Aali Pascià, il che portò alla sua nomina a governatore di Baghdad nel 1869, in quanto la nomina ad un incarico così lontano era intesa come una punizione.
Dopo il suo arrivo a Baghdad nel 1869, aprì una serie di scuole governative, dato che la città non aveva in precedenza istituzioni educative statali. Sottolineò anche la riforma della Sesta Armata, e a tal fine aprì scuole militari. Le scuole militari avrebbero avuto l'impatto più duraturo: nel 1900, la scuola superiore preparatoria civile era frequentata da soli 96 studenti, rispetto ai 256 della scuola preparatoria militare, e agli 846 della scuola media militare nello stesso anno.
Aiutò a modernizzare la provincia, e ristabilì il dominio ottomano ad al-Hasa. Promulgò il sistema del vilayet a Baghdad, e applicò il decreto fondiario del 1858 in base al quale i terreni miri potevano essere concessi agli individui, secondo un sistema noto come nizam tapu. Sir Henry Dobbs riconobbe i tre anni del governatorato di Midhat Pascià come il periodo più stabile e sicuro del dominio ottomano nella regione. Lasciò l'incarico nel 1872, tornando a Istanbul.

### Gran visierato

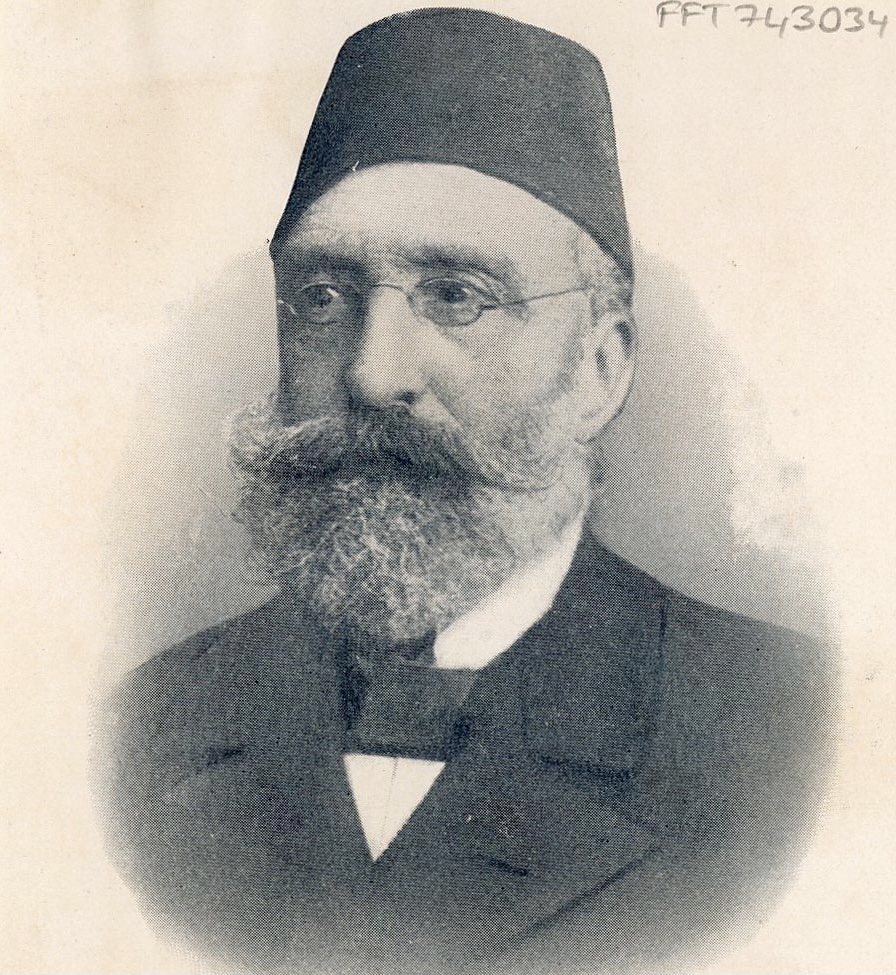
Midhat Pascià ebbe un ruolo importante nell'abolizione della schiavitù nell'Impero Ottomano

Fu nominato Gran Visir da Abdül Aziz nel 1872, ma il suo primo mandato ebbe una brusca fine, principalmente a causa dei suoi scontri con Abdül Aziz su questioni finanziarie ed economiche. Fu licenziato dopo due mesi. Servì anche come Ministro della Giustizia nel 1873 e nel 1875, ma la sua permanenza in questi uffici ebbe vita breve, a causa della sua inclinazione verso un regime costituzionale.
Le emergenti crisi interne, finanziarie e diplomatiche del 1875-1876 gli diedero la possibilità di introdurre la costituzione del 1876.
Il 15 giugno 1876, un ufficiale della fanteria ottomana di nome Çerkes Hasan assaltò una riunione nello yalı di Midhat Pascià, dove erano presenti tutti i ministri principali. Il ministro della guerra Hüseyin Avni Pascià fu colpito, e il ministro degli esteri Mehmed Rashid Pascià  fu ucciso, così come uno dei servi di Midhat, chiamato Ahmed Aga. In totale, 5 furono uccisi e 10 feriti, e Hasan fu condannato a morte per il crimine, in un incidente noto come Çerkes Hasan Olayı.
Midhat Pascià fu nuovamente nominato Gran Visir, al posto di Mütercim Mehmed Rüşdi Pascià, il 19 dicembre 1876. Quando fu nominato, promise di continuare sulla strada delle riforme, e annunciò il 23 dicembre 1876 che sarebbe stata promulgata una costituzione e istituito un parlamento rappresentativo. Sebbene non fosse membro della commissione che redasse la costituzione, ebbe un ruolo importante nella sua adozione. La costituzione prevedeva uguali diritti per tutti i cittadini senza distinzione di razza o credo, l'abolizione della schiavitù, una magistratura indipendente basata sulla legge civile (piuttosto che religiosa), l'istruzione elementare universale, e un parlamento bicamerale, con un Senato nominato dal Sultano e una Camera dei deputati eletta direttamente.
Il sostegno popolare per la costituzione cominciò a crollare quando si seppe che doveva concedere pari diritti ai non musulmani. I softas (studenti di teologia), che erano stati sostenitori di Midhat solo mesi prima, si opposero ampiamente. Midhat Pascià riuscì a fare pressione su Abdul Hamid II affinché approvasse la costituzione, ma il sultano fu in grado di includere il famigerato articolo 113, che gli dava il potere di bandire chiunque dall'impero senza processo o altra procedura legale.
Abdul Hamid non aveva alcun interesse reale nel costituzionalismo, e il 5 febbraio 1877, esiliò Midhat Pascià. Inviato a Brindisi sullo yacht imperiale, da lì visitò Francia, Spagna, Austria-Ungheria e Regno Unito, dove scrisse memoranda a sostegno della causa ottomana nella guerra russo-turca del 1877-1878, e un pamphlet in difesa delle riforme ottomane. La popolarità di Midhat in Europa, unita alla pressione britannica, portò Abdul Hamid a permettergli di tornare dall'esilio, ed egli arrivò a Creta il 26 settembre 1878.
Dopo la fine della guerra, il sultano Abdul Hamid II destituì il governo e tornò al governo dispotico.

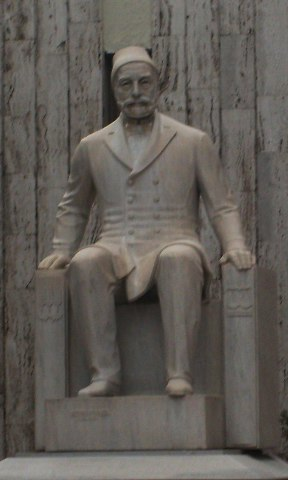
Statua di Midhat Pascià ad Ankara

### Governatore della Siria
L'intervento degli inglesi lo portò nuovamente alla nomina a governatore, e divenne governatore del Vilayet di Siria il 22 novembre 1878, incarico che mantenne fino al 31 agosto 1881. Durante il suo mandato si sforzò di riformare la provincia. Usò un'associazione di carità per l'istruzione, che era stata formata da alcuni cittadini musulmani di spicco di Beirut, come fulcro della sua riforma educativa, e incoraggiò la formazione di associazioni simili a Damasco e altrove.
Ammise molti arabi nel servizio civile, anche nelle posizioni di caimacam e mutasarrif, e diede alle minoranze un'ampia rappresentanza nell'amministrazione. Incoraggiò lo sviluppo della stampa, e il numero dei giornali salì a più di dodici. Si interessò alla costruzione di strade, e al mantenimento della sicurezza. Coinvolse i notabili locali nel finanziamento di progetti locali, come il sistema tranviario a Tripoli e la fondazione della Camera di Commercio di Beirut. Si dimise poi dall'incarico, poiché sentiva che Istanbul gli stava offrendo un sostegno insufficiente. La sua reputazione in Europa era che il suo zelo riformatore fosse un'aberrazione, basata sulla forza individuale della personalità. Credevano che Midhat Pasha non potesse avere successo, citando la natura inefficiente e corrotta dello stato ottomano, e la natura fratturata della sua società.

### Incarcerazione e morte
Fu per un breve periodo a İzmir come governatore del vilayet di Aydin, ma il 17 maggio 1881, dopo solo pochi mesi di incarico, fu arrestato. Ahmed Cevdet Pascià, il ministro della giustizia, lo portò a Istanbul, dove fu accusato dell'omicidio del sultano Abdül Aziz. L'interrogatorio e il processo si svolsero a Palazzo Yildiz. In conclusione, fu condannato e accusato dell'omicidio e fu condannato a morte. Tuttavia, in seguito, l'esecuzione fu commutata in ergastolo a Taif nell'Hejaz. Morì nella sua cella il 26 aprile 1883 in circostanze misteriose.
Alcuni storici sostengono che si tratti di accuse inventate, in quanto ritengono che le confessioni furono estorte ad alcuni sospetti attraverso l'uso della tortura, e l'uso di prove falsificate e di testimoni pagati portarono alla sua condanna, e fu condannato a morte. Tuttavia, essi sostengono che le pressioni britanniche impedirono la sua esecuzione, così fu imprigionato nella fortezza di Taif, in Hejaz. È stato riferito che, poco dopo il suo arrivo, lo Sharif della Mecca ricevette un messaggio da Istanbul che chiedeva la morte di Midhat per "un incidente". L'emiro in carica Abdul Muttalib era però un amico intimo di Midhat, e nessuna azione fu presa da lui. Di conseguenza, Osman Pascià, governatore di Hejaz, circondò la residenza estiva dell'emiro a Taif e lo imprigionò. Dopo di che, il destino di Midhat Pascià era segnato. Fu assassinato nella sua cella il 26 aprile 1883.

## Galleria d'immagini

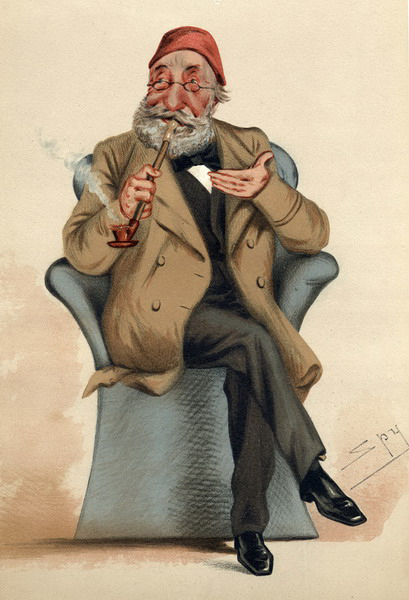
Caricatura dello statista ottomano Ahmet Şefik Mithat Pascià intitolata "La costituzione turca".
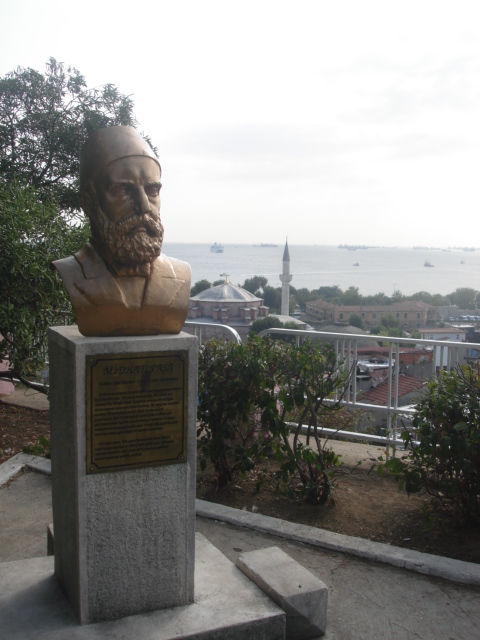
Busto di Midhat Pascià a Istanbul
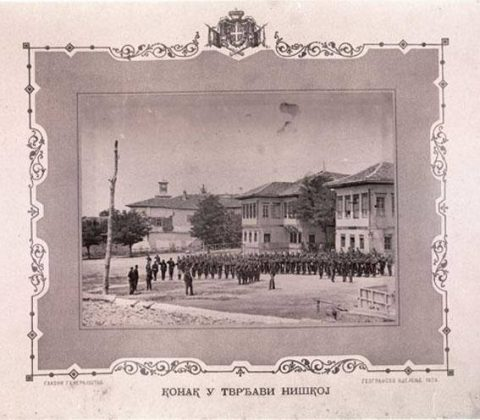
Il palazzo di Midhat Pascià a Niš